# São Vicente e Granadinas nos Jogos Pan-Americanos de 1995
São Vicente e Granadinas nos Jogos Pan-Americanos de 1995 competiram pela 2ª vez nos jogos, desta vez a sede foi a cidade de Mar do Prata, Argentina.
O país conquistou ai sua única medalha na história dos jogos, o atleta Eswort Coombs com a medalha de bronze, na corrida de 400 metros, levou a bandeira de São Vicente e Granadinas ao pódio pela única vez até agora e por consequente sua melhor colocação na história dos jogos, 29ª posição.